# Barthélemy d’Eyck

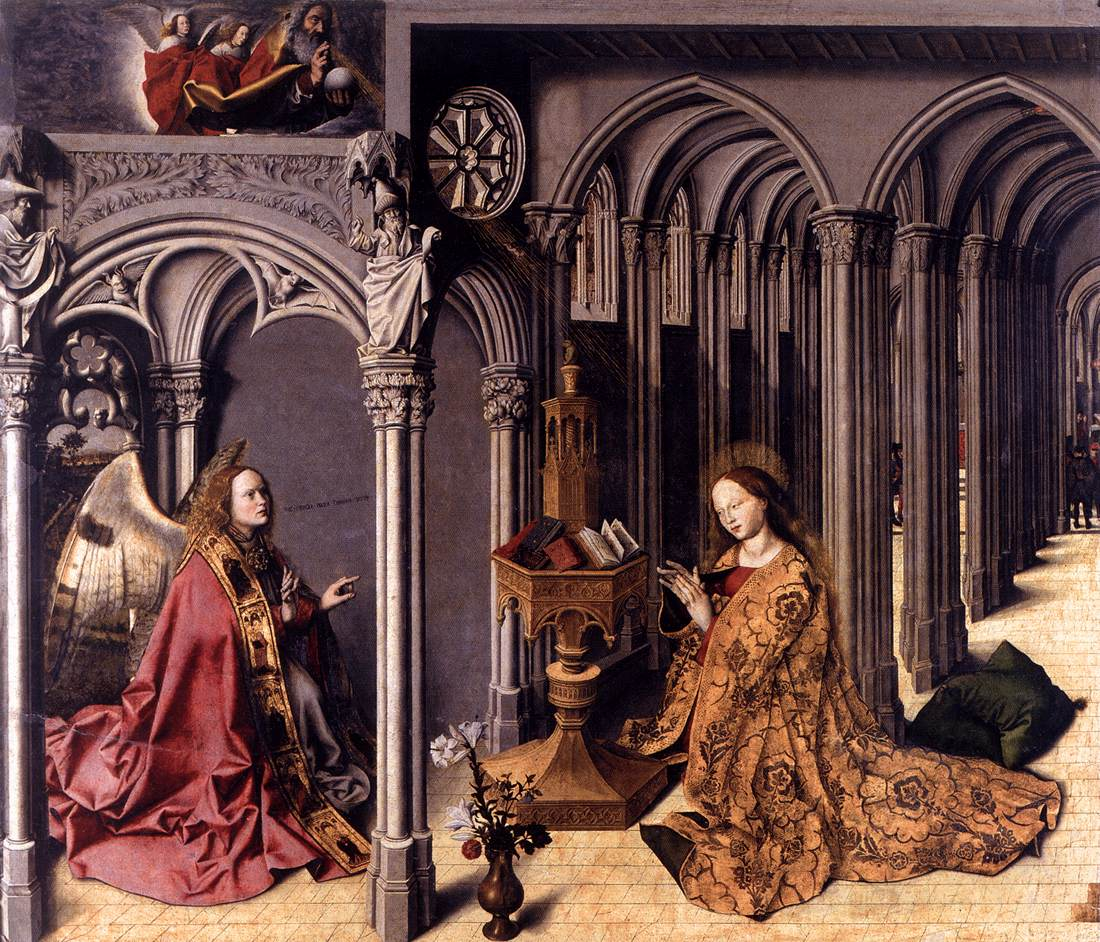
Zwiastowanie (część środkowa Ołtarza Zwiastowania)

Barthélemy d’Eyck (ur. 1420, zm. 1470) – niderlandzki artysta działający we Francji i prawdopodobnie w Burgundii jako malarz i iluminator manuskryptów.
D’Eyck przez większość historyków sztuki (w tym Charlesa Sterlinga i Michela Laclotte’a) został utożsamiony z anonimowym artystą zwanym Mistrzem Zwiastowania z Aix (przydomek ten pochodzi od Ołtarza Zwiastowania). Identyfikowany jest także z malarzem zwanym Mistrzem René I Andegaweńskiego (fr. Maître de René d’Anjou) wykonującym iluminacje do manuskryptów. Przypisuje mu się autorstwo m.in. ilustracji do Bardzo bogatych godzinek księcia de Berry oraz innych manuskryptów.
Pochodził z diecezji Liège. Nie wiadomo, gdzie się kształcił – przybył do Francji połowie lat 30. XV wieku jako artysta już ukształtowany. Bez wątpienia d’Eyck przebywał w Aix w lutym 1444 r. To wówczas powstał Ołtarz Zwiastowania – tryptyk zamówiony przez bogatego handlarza suknem, Pierre’a Corpiciego, przeznaczony do ołtarza w katedrze Najświętszego Zbawiciela (Saint-Sauveur) w Aix. Około połowy stulecia d’Eyck został malarzem René I Andegaweńskiego.